# Митуликич, Никола
Никола Митуликич (серб. Никола Митуљикић; род. 20 января 2003, Неготин, Борский округ) — сербский футболист, вингер клуба «Црвена звезда».

## Клубная карьера
Митуликич — воспитанник клуба «Црвена звезда». В 2021 году Никола начал выступать за дублирующий состав. 2 апреля 2023 года в матче против «Младост Нови Сад» он дебютировал в сербской Суперлиге. В своём дебютном сезоне Никола стал чемпионом и завоевал Кубок Сербии. Летом того же года Митуликич на правах аренды перешёл в ОФК. 13 августа в матче против «Металаца» он дебютировал в Первой лиге Сербии за новую команду. 20 августа в поединке против «Единства» Никола сделал «дубль», забив свои первые голы за ОФК.   

## Достижения
Клубные
 «Црвена звезда»
- Победитель сербской Суперлиги — 2022/2023
- Обладатель Кубка Сербии —2022/2023